# Firoza Begum
Firoza Begum, née le 28 juillet 1930 dans le district de Faridpur, dans les Indes britanniques, et morte à Dacca le 9 septembre 2014, est une chanteuse bangladaise. 

## Biographie
Née au sein d'une famille aristocratique de propriétaires fonciers de confession musulmane, elle est attirée par la musique et le chant dès son plus jeune âge. Elle fait la rencontre du poète et révolutionnaire Kazi Nazrul Islam alors qu'elle n'a que dix ans. À la suite d'une audition en présence du pionnier de la musique musulmane bengalie, elle devient son élève. 
Firoza réalise son premier enregistrement en 1942 sur un disque 78 tours et interprète des chansons écrites et composées par Kazi, profondément impliqué dans le Mouvement pour l'indépendance de l'Inde. En raison de graves problèmes de santé rencontrés par son mentor, son apprentissage à ses côtés ne dure qu'une courte période. C'est par son intermédiaire qu'elle fait la rencontre du compositeur et chanteur Kamal Dasgupta, de confession hindoue, avec qui elle travaille. En 1949, elle est sélectionnée avec le chanteur de ghazal Talat Mahmud pour l'inauguration de la station Dacca Pakistan Radio.
Firoza et Kamal partent vivre à Calcutta en 1954. Ils se marient en 1955, malgré l'opposition de leurs familles respectives. De leur union, naissent trois enfants, Tahsin, Hamin et Shafin, qui deviennent également musiciens. La santé de Kamal décline, ce qui pousse la famille à déménager à Dacca, alors située au Pakistan oriental, en 1967. Face aux difficultés rencontrées pour recevoir la permission de s'établir dans la ville, Kamal Dasgupta prend un nom musulman, Kalamuddin Ahmed, et obtient un passeport pakistanais, qu'il conserve jusqu'à son décès en 1974. Firoza, ayant interrompu sa carrière de chanteuse pour se consacrer à l'éducation de ses fils, reprend son activité et se remet à enregistrer. Jusqu'à la fin de sa carrière, des concerts sont organisés à travers le monde, aux États-Unis, au Canada, en Australie et au Moyen-Orient, soit environ 300 représentations. 
Bien que son œuvre soit étroitement associée à l'interprétation de musiques de Kazi Nazrul Islam, Firoza Begum élargit son répertoire à des œuvres bengali, ourdou, ghazal et même de la musique spirituelle hindoue.
Elle meurt le 9 septembre 2014 à l'hôpital Apollo de Dacca, où elle avait été admise à la suite de problèmes cardiaques et rénaux. Elle était âgée de 84 ans.

## Prix
Firoza Begum reçoit le prix du Jour de l'Indépendance du Bangladesh en 1970, considéré comme le plus grand honneur du pays,. 